# Holoarctia fasciata
Holoarctia fasciata là một loài bướm đêm thuộc phân họ Arctiinae, họ Erebidae.